# HD40292
HD40292 — хімічно пекулярна зоря спектрального класу A7, що має видиму зоряну величину в смузі V приблизно  5,3.
Вона  розташована на відстані близько 113,8 світлових років від Сонця.